# Abdellah Taïa
Abdellah Taïa, född i Salé 1973, är en marockansk författare som är bosatt i Paris. Taïa är den förste öppet homosexuella arabiska författaren.
Taïa skriver på franska, och har publicerat flera självbiografiska romaner, som har översatts till flera språk. År 2012 utkom den första översättningen på svenska, romanen Ett arabiskt vemod, på Elisabeth Grate bokförlag. Taïa var en av de 39 arabiska författare under 40 år som valdes ut till antologin Beirut 39, huvudprojektet när Beirut var Unescos bokhuvudstad 2009.
Taïa är också filmregissör. Hans debutfilm L'armée du Salut, premiärvisades på filmfestivalen i Venedig den 3 september 2013. Filmen, som bygger på Taïas roman Frälsningsarmén, blev utsedd till bästa franska debutfilm vid filmfestivalen i Angers i januari 2014.
Rikard Wolff har översatt en text av Taïa som Lisa Ekdahl tonsatt. Den är spår nummer 6, En skrift för två, på Wolffs album Första lågan från 2013.
Romanen Leva i ditt ljus, översatt av Maria Bodner Gröön, nominerades till årets översättning av litteraturpriset Prisma 2023.

## Biografi
Taïa växte upp i staden Salé, men flyttade till Paris 1998. 
Han studerade fransk litteratur på universitetet. År 2007 berättade han att han var homosexuell i veckotidningen Tel Quel.